# Digi Communications
RCS&RDS je jedna od najvećih rumunjskih i istočnoeuropskih tvrtki na području telekomunikacija.
Djelatnost tvrtke je pružanje usluga satelitske i kabelske televizije, kabelskog interneta, te VOIP i 3G usluge.
Sjedište tvrtke je u Bukureštu u Rumunjskoj. Nastala je udruživanjem tvrtki Romania Cable Systems (RCS) i Romania Data Systems (RDS), u travnju 2005.
Prema podacima za 2008. godinu(rum.), tvrtka u Rumunjskoj ima:
- 1,1 milijuna korisnika usluge satelitske televizije DigiTV.Satelit
- 1,4 milijuna korisnika usluge kabelske televizije DigiTV.Cablu
- 1,25 milijuna korisnika fiksne telefonije, Digi.Tel
- 1,3 milijuna korisnika mobilne telefonije, Digi.Mobil (podatak iz 2007.)
- 950,000 korisnika usluge širokopojasnog interneta Digi.Net

## Vanjske poveznice
- Službene stranice tvrtke (rum.)